# Jean Bilhères de Lagraulas
Jean Bilhères de Lagraulas (Gascogne, 1434/1439 – Rome, 6 augustus 1499) was een Frans kardinaal die zijn naam verbonden heeft met de opdracht aan Michelangelo voor de vervaardiging van de Pièta die zich bevindt in de Sint-Pietersbasiliek.

## Biografie
Jean trad al op jonge leeftijd toe tot de orde van de benedictijnen. Na zijn benoeming tot abt van de abdij Saint-Michel de Pessan in het bisdom Auch werd hij door koning Lodewijk XI van Frankrijk benaderd om te bemiddelen in een ophanden zijnd conflict over de bestemming van 4 valleien. Deze waren door de dood van de hertog in handen gekomen van zijn zuster. Hoewel deze gebieden historisch verbonden waren met Frankrijk, trachtte Johan II van Aragon de gebieden over te halen –door middel van omkoping- zich aan te sluiten bij het koninkrijk Aragon. Na een succesvolle missie van Jean werd hij beloond door de koning met het bisdom Lombez, waarvan hij op 5 juli 1473 gekozen werd als bisschop.
Als ambassadeur namens de Franse koning wist Jean een vredesverdrag te sluiten tussen de koninkrijken Aragón en Castilië enerzijds en Frankrijk anderzijds. Namens de nieuwe koning, Karel VIII van Frankrijk, werd Jean aangesteld als ambassadeur voor Duitsland, waarbij hij in Frankfurt de vrede bewerkstelligde met Maximiliaan I, koning van Duitsland.
Op aanbeveling van de Franse koning werd Jean op 20 september 1493 door paus Alexander VI verheven tot kardinaal-priester met de titelkerk Santa Sabina. Zijn missie in mei 1495 om onderhandelingen aan te gaan met de paus namens de Fransen mislukte.

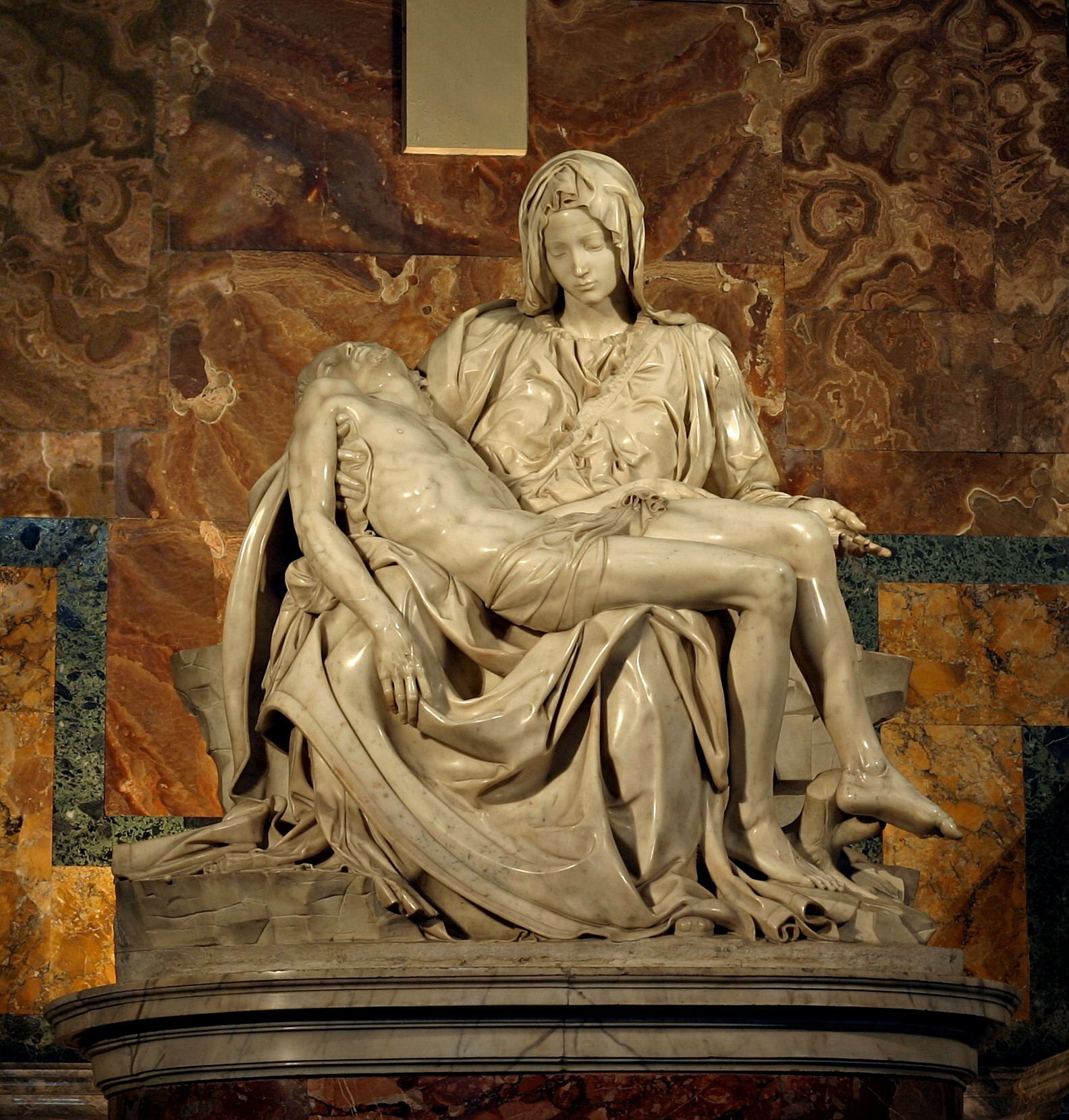
Pietà van Michelangelo

In 1498 gaf Jean aan Michelangelo de opdracht voor de vervaardiging van de Pièta, die bestemd was voor de voormalige Santa Petronila kapel in de oude Sint-Pietersbasiliek. In 1749 werd het beeld verplaatst naar de nieuwe basiliek zelf. Het beeld was voor paus Julius II aanleiding om Michelangelo de opdracht te geven voor de vervaardiging van Julius' eigen, monumentale grafmonument.
Jean Bilhères de Lagraulas overleed op 6 augustus 1499 en werd begraven in de Santa Petronila kapel. 
- Gemeinsame Normdatei: 1151823201
- International Standard Name Identifier: 0000 0004 4641 7936
- Système universitaire de documentation: 18370505X
- Virtual International Authority File: 2954151837986120520009